# Gottlieb Wallisch
Gottlieb Wallisch, né le 7 août 1978 à Vienne, est un pianiste classique autrichien et professeur de piano à la Haute École de musique de Genève.